# ESP LTD SC-607B
ESP LTD SC-607B är en gitarr distribuerad av det japanska företaget ESP som en av gitarrerna i företagets Stephen Carpenter-signaturserie. 
Gitarrerna i serien var från början (1999) relativt "normala" gitarrer, sexsträngade med 648 mm (25,5") skallängd men har utvecklats i takt med Stephens utveckling som artist. Nu (2009) är alla gitarrer i serien sju- eller åttasträngade och de flesta har "barytonhals" med 686 mm skallängd. Denna modell är sjusträngad med 686 mm skallängd.